# Martin Shenar
Martin Shenar (* 21. dubna 1964) je český podnikatel.

## Podnikání v médiích
Byl spolumajitelem české pobočky vydavatelství Hachette Filipacchi 2000, vydávajícího lifestylové časopisy. Před nástupem ekonomické recese prodal v roce 2007 svůj 49% podíl ve firmě společnosti Burda Eastern Europe. Získal za něj „vysoké stovky milionů korun“.

## Fotovoltaická energetika
Koncem roku 2009 začal s firmou Amun.Re, v níž je předsedou představenstva, podnikat v oblasti energetiky. Amun.Re má akcie na majitele, její současné vlastníky tedy nelze dohledat. Podle údajů z obchodního rejstříku z června 2010 patřila polovina Shenarovi a druhá polovina společnosti Wilsea, za níž stojí neznámá kyperská firma Cheerlade Holdings Limited.
V roce 2010 Amun.Re za 5 miliard korun prodal ČEZu elektrárenský komplex v okolí Ralska a Mimoně, největší solární projekt v Česku. Firma Amun.Re při obchodu vydělala přes miliardu korun.

### Obvinění z daňového podvodu
V dubnu 2017 obvinila policie Shenara v souvislosti s prodejem solárního parku společností ČEZ, při kterém měl dle vrchního státního zástupce stát připravit o více než 70 milionů korun na daních. Shenar s obviněním nesouhlasí a hodlá podat stížnost.

## Osobní život
Před sametovou revolucí žil Shenar v USA, má americké občanství.
Je rozvedený. Žil také s někdejší šéfredaktorkou české verze Elle, Helenou Kateřinou Fialovou, se kterou má dítě.
Jeho přítelkyní byla herečka Anna Geislerová.